# Stranger in Us All
Albums de Rainbow
Bent Out of Shape
(1983)
Stranger in Us All, sorti en 1995, est le huitième et dernier album en studio du groupe de hard rock anglais Rainbow fondé par Ritchie Blackmore. C'est le seul album sorti à la suite de la reformation du groupe en 1993.

## L'album
En 1993, alors qu'il vient à nouveau de quitter Deep Purple (cette fois il a définitivement claqué la porte), Ritchie Blackmore reforme Rainbow avec des musiciens peu ou pas connus.
Cet album sort en 1995. Deux ans plus tard, Ritchie Blackmore dissoudra Rainbow pour former avec sa compagne Candice Night le groupe de folk rock d'inspiration médiévale Blackmore's Night. Cependant, il reformera Rainbow en 2015, avec d'autres musiciens dont des membres ou ex-membres de Blackmore's Night.
À l'exception de deux titres, tous les morceaux sont composés par Ritchie Blackmore. Les paroles sont écrites, dans l'ensemble, par Doogie White et Candice Night.

## Musiciens
- Ritchie Blackmore : guitare
- Doogie White : voix
- Greg Smith : basse
- John O. Reilly : batterie
- Paul Morris : claviers

### Musiciens additionnels
- Mitch Weiss : d'harmonica.
- Candice Night : chœurs.

## Titres
1. Wolf to the Moon - 4 min 16 s
2. Cold Hearted Woman - 4 min 31 s
3. Hunting Humans (Insatiable) - 5 min 45 s
4. Stand and Fight - 5 min 22 s
5. Ariel - 5 min 39 s
6. Too Late for Tears - 4 min 50 s
7. Black Masquerade - 5 min 35 s
8. Silence - 4 min 04 s
9. Hall of the Mountain King - 5 min 34 s
10. Still I'm Sad - 5 min 22 s
11. Emotional Crime (titre bonus disponible uniquement sur l'édition japonaise de l'album)

## Informations sur les titres
- Hunting Humans (Insatiable) et Ariel sont également sortis en singles.
- Hall of the Mountain King est une adaptation d'un morceau de musique classique nommé Dans l'antre du roi de la montagne extrait de la 1re suite de Peer Gynt composée par Edvard Grieg en 1876.
- Still I’m Sad est une reprise chantée des Yardbirds (1965). Rainbow avait déjà repris ce titre, en instrumental, sur son premier album Ritchie Blackmore's Rainbow sorti 20 ans plus tôt en 1975.